# Arv och miljö (bok)
Arv och miljö (originaltitel: Arv og Miljø) är en roman från 2016 av den norska författarinnan Vigdis Hjorth. Den handlar om en kvinnlig tidningsredaktör som utsattes för sexuella övergrepp som barn. När hennes far dör uppstår en arvstvist och historien börjar rullas upp. Boken väckte en debatt i Norge rörande etik och autofiktion.
Romanen kom ut på svenska i september 2018 som Arv och miljö och var en av de tio mest sålda böckerna i Sverige i oktober 2018.

## Mottagande
Ingunn Økland skrev i sin recension i Aftenposten: "Hjorth utportionerar hemligheterna med ibsensk precision, så att spänningsnivån upprätthålls till den sista av de 343 sidorna". Drygt två veckor senare återkom Økland med en text som gav upphov till en debatt i Norge: Økland visade att Hjorth hade modellerat romanens familj på sin egen familj och bland annat citerat ur sin egen fars begravningsceremoni, vilket väckte etiska frågor rörande autofiktion. Økland skrev: "den här gången kom verklighetslitteraturen med en anklagelse om kriminella förhållanden. Där Knausgård beskriver en skrämmande far, är fadersfiguren en våldtäktsman hos Hjorth." När Hjorth tillfrågades om romanens historia var verklig blev hennes svar: "Nja, som romanförfattare anser jag att romaner förmedlar historisk sanning. Men det är klart att det att börja att använda juridiska, vetenskapliga metoder och faktagranska romaner, det blir helt fel ingång."
Boken tilldelades Bokhandlarpriset och nominerades till Nordiska rådets litteraturpris. I augusti 2017 hade den sammanlagt sålts i 134 000 exemplar.

## Helga HjorthsFri vilje
Vigdis Hjorths syster Helga Hjorth skrev ett genmäle i form av en egen roman vid namn Fri vilje, i vilken hon bland annat tillbakavisar systerns påståenden om incest. Boken var Helga Hjorths debut och gavs ut 2017 på Kagge forlag. Den första upplagan på 6000 exemplar sålde slut på två dagar.